# Ferdinand Ludwig Immanuel Dillenius
Ferdinand Ludwig Immanuel Dillenius (* 2. Januar 1791 in Urach; † 11. Dezember 1871 in Stuttgart) war ein württembergischer Pfarrer und Dekan, der sich auch als Übersetzer, Dichter und Heimatforscher betätigte.

## Leben
Dillenius’ Vater war der ursprünglich aus Knittlingen stammende württembergische Pfarrer und Lehrer Friedrich Wilhelm Jonathan Dillenius (1754–1815), der sich auch als Übersetzer von Klassikern (Appians römische Geschichte) sowie Verfasser von Schulbüchern und populärphilosophischer Schriften hervorgetan hatte. Ferdinand Dillenius studierte ab 1808 Theologie am Tübinger Stift, wo er dem Freundeskreis Gustav Schwabs angehörte. 1810 schloss er das Studium mit dem Magistertitel ab.
Bis 1814 war er Vikar bei seinem Vater in Hemmingen, anschließend Garnisonspfarrer in Gmünd und zugleich Zuchthauspfarrer in Gotteszell. Im Mai 1817 heiratete er Caroline Julie Charlotte (1792–1861), geb. Glaser, Tochter des Hauptmanns Johann Karl Glaser in Stuttgart und der Luise Christine geb. Freiin von Gaisspitzheim auf Ramstein. Aus der Ehe gingen fünf Kinder hervor.
Weitere Pfarrerposten führten Dillenius nach Oberböbingen (1817–1824) und Steinenberg (1824–1829). 1829 stieg er zum Dekan (zugleich Gemeindepfarrer) des Kirchenbezirks Blaufelden auf, 1836 wechselte er als Dekan und Weinsberger Stadtpfarrer zum Kirchenbezirk Weinsberg, wo der Arzt und Dichter Justinus Kerner, in dessen Weinsberger Haus sich der Schwäbische Dichterkreis traf, zu seinen Freunden zählte. 1857 wurde er auf seinen Antrag hin pensioniert und zog am 26. Mai nach Stuttgart, wo er bis zu seinem Tod im Alter von 80 Jahren lebte. Im Jahr seiner Pensionierung 1857 wurde ihm das Ritterkreuz des württembergischen Friedrichs-Ordens verliehen.
Ab 1818 war Dillenius Direktor der Schulkonferenz für den Bezirk Aalen, 1824 bis 1829 hatte er das gleiche Amt für den Bezirk Schorndorf inne. Der Königlich Württembergische Landwirtschaftsverein nahm ihn 1821 als korrespondierendes Mitglied auf. In seinem letzten Amtssitz Weinsberg war Dillenius 1839 erster Vorsitzender des neugegründeten Gesangvereins Liederkranz Urbanus sowie in den 1840er-Jahren langjähriger Vorsitzender des Landwirtschaftsvereins des Weinsberger Tales. Nach seiner Pensionierung wurde er 1860 außerordentliches Mitglied des Königlichen Statistisch-Topographischen Bureaus in Stuttgart.

## Werk
Wie sein Vater schrieb und übersetzte Dillenius, und gelegentliche Veröffentlichungen zu Kirchenmusik, Heimatkunde und Meteorologie begleiteten seine Pfarrerszeit. Seine Übersetzung von Appian's römischen Geschichten erschien 1828–1837 in 15 Bänden bei Metzler in Stuttgart. Zur Geschichte der Stadt Weinsberg forschte er nach seiner Pensionierung mehrere Jahre in den Archiven von Stadt, Staat und Kirche, und 1860 erschien sein Werk Weinsberg, vormals freie Reichs-, jetzt württemb. Oberamtsstadt. Chronik derselben. Für das Statistisch-Topographische Bureau arbeitete er als Hauptautor an der Beschreibung des Oberamts Weinsberg, die 1861 erschien. Gelegentlich versuchte sich Dillenius auch als Dichter. Sein einziges größeres dichterisches Werk blieb jedoch das 1868 erschienene, aber schon früher verfasste Drama Florian Geyer von Geyern, Hauptmann der schwarzen Schaar im großen Bauernkriege von 1525, eine in Versen verfasste Folge lose zusammenhängender Szenen um den Bauernführer Florian Geyer.